# Colpocrita diptila
Colpocrita diptila är en fjärilsart som beskrevs av Edward Meyrick 1930. Colpocrita diptila ingår i släktet Colpocrita och familjen äkta malar. Inga underarter finns listade i Catalogue of Life.